# كانون 1 دي مارك 2
كانون 1 دي مارك 2 (بالإنجليزية: Canon EOS-1Ds Mark II)‏ هي كاميرا احترافية 8.2 ميجا بيكسل من إنتاج شركة كانون وقد طرحت في السوق في 2004.
وقد تم طرح كانون 1 دي مارك 2 ن في صيف 2005 بدقة 8.2 ميجا بيكسل
1. ↑  "EOS-1Ds Mark II - Canon Camera Museum". global.canon. مؤرشف من الأصل في 2023-05-29. اطلع عليه بتاريخ 2023-12-26.